# Арисага, Родольфо
Родольфо Арисага (исп. Rodolfo Arízaga; 11 июля 1926, Буэнос-Айрес — 12 мая 1985, Белен-де-Эскобар, Большой Буэнос-Айрес) — аргентинский композитор, педагог, музыкальный критик.

## Биография
Обучался композиции в Буэнос-Айресской национальной консерватории под руководством Альберто Вильямса, Хосе Хиля, Луиса Жанео и Теодоро Фукса; одновременно изучал философию в Национальном университете.
В 1950 году отправился в Испанию. С 1954 в Париже учился у Нади Буланже и Оливье Мессиана.
В Париже начал вместе с Жинет Мартено, сестрой изобретателя, экспериментировать с монофоническим (одноголосным) электронным музыкальным инструментом — Волны Мартено и написал несколько произведений для него. Первым в Аргентине представил публике инструмент Волны Мартено.
После возвращения в 1960 году на родину, преподавал в Буэнос-Айресском университете, работал в качестве музыкального критика в журналах и газетах Аргентины . 
Автор более 150 музыкальных произведений (оперы, балеты, симфоническая и камерная музыка, вокальные и инструментальные произведения, музыка для кино и театра), а также издал четыре книги. Обладатель муниципальной премией города Буэнос-Айреса в 1954 и 1971 годах (во второй раз ему было поручено сочинение камерной оперы, премьера которой позднее состоялась в Общекультурном центре Сан-Мартин).

## Творчество
Среди работ композитора первый вариант «Délires», кантата для солиста, женского хора (на три голоса), сочинения для челесты, вибрафона, арфы, волн Мартено, 3-х скрипок, альтов и 3 виолончелей, 3 между 1954 и 1957; соната для фортепиано и волн Мартено, соло для волн Мартено и др.

## Избранные музыкальные произведения
- Poema de invierno для скрипки и фортепиано, 1944
- Sonatina для фортепиано, 1944—1945
- Jaquinot, балет, 1945
- Dos corales, 1945
- Suite para piano, 1945
- Sonata для фортепиано, 1946
- Toccata для фортепиано, 1947
- Pequeño vals en tono gris, 1948
- Sonatina для фортепиано, 1948
- Bailable Real оркестровая музыка, 1948
- Délires, кантата, 1954-57; rev. 1970
- Serranillas de la infanzona для фортепиано, 1957
- Sonata Breve для Волн Мартено, 1958
- El organillo для Волн Мартено, 1958
- Piezas epigramáticas для фортепиано, 1961
- Prometeo 45, драматическая поэма, 1962
- Concierto para piano, 1963
- Tientos para Santa María, 1965
- Música para Cristóbal Colón оркестровая музыка, 1968
- String Quartet No. 1, 1968
- Ciaccona para viola solo, 1969
- El ombligo de los limbos, la momia y una encuesta, 1969
- String Quartet No. 2